# マニー・ラミレス
マヌエル・アリスティデス・ラミレス・オネルシーダ（Manuel Arístides "Manny" Ramírez Onelcida, 1972年5月30日 - ）は、ドミニカ共和国サントドミンゴ出身のプロ野球選手（外野手、指名打者）、野球指導者。
台湾球界での登録名は曼 尼（マン・ニー）。
日本の独立リーグでの登録名はマニー。
MLB歴代ドミニカ共和国出身選手として2番目に多い打点を記録している。

## 経歴

### プロ入り前
ドミニカ共和国のサントドミンゴで生まれ、13歳の頃に家族と共にニューヨークへ移り住む。
ジョージ・ワシントン高校へ入学し、野球部に入部。当初、ボールを打つことができず、コーチから投手を勧められ投手として野球を始めた。当時憧れていた選手は、母国ドミニカ出身でトロント・ブルージェイズの主砲として活躍していたジョージ・ベルだった。
バッティングにこだわりのあるラミレスは毎日早朝練習を続け、ボールを打てるようになってコーチに打者転向を直訴し、打者へ転向。2・3年のときには打率6割を記録し、3年生の時にはニューヨーク市の最優秀選手に選出された。

### インディアンス時代

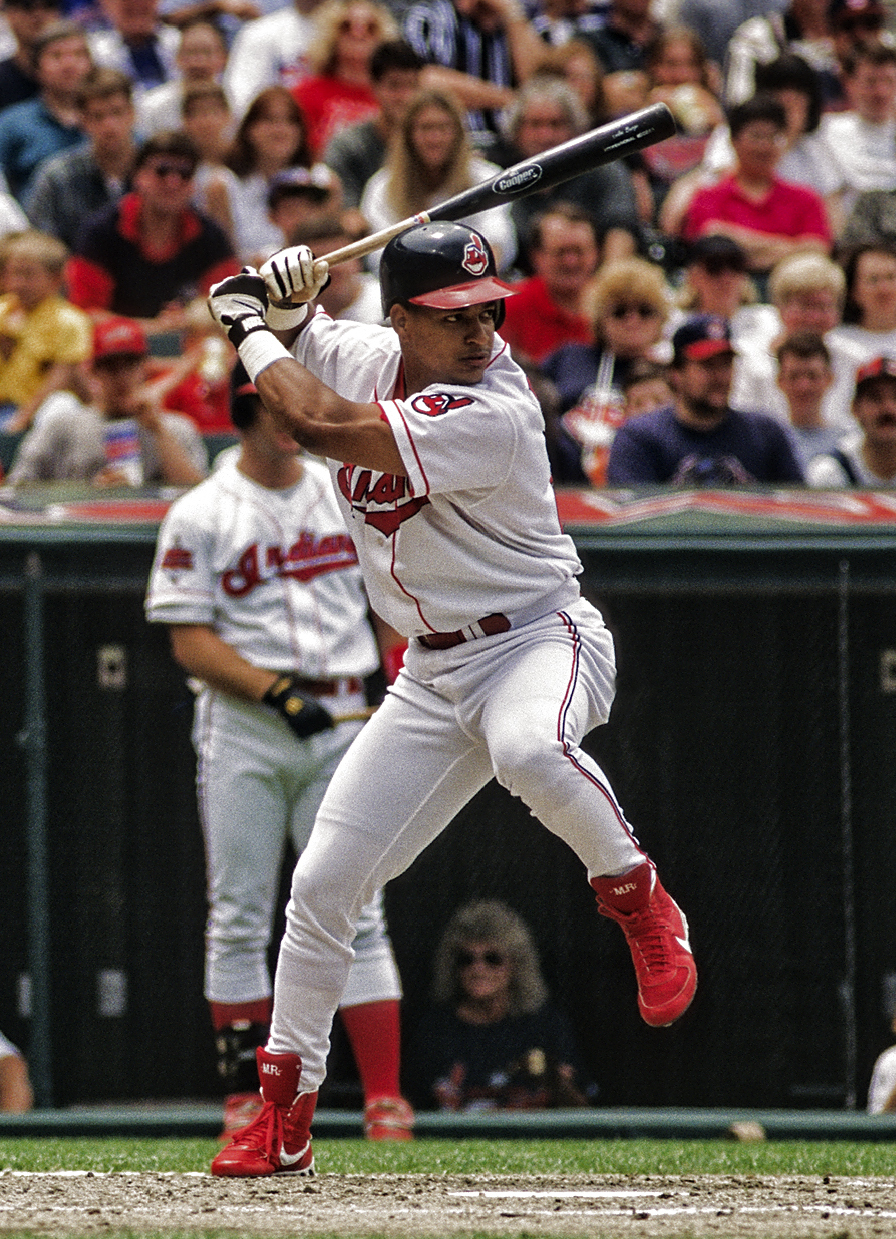
インディアンス時代

1991年6月のMLBドラフトでクリーブランド・インディアンスから1巡目（全体13位）指名を受け、契約金25万ドルで入団。
1991年はルーキーリーグで59試合に出場し19本塁打、63打点で2冠王となる。他にも打率.326で3位、長打率・塁打数でもリーグ1位、4試合連続本塁打を記録するなどし、ベースボール・アメリカにショートシーズン・プレーヤー・オブ・ザ・イヤーに選ばれている。
1992年には1Aでプレー。この年はケガによる欠場もあったが、5月1日から6月30日にかけて47試合で47打点を記録するなど活躍した。
1993年はAA級とAAA級で129試合に出場し打率.333、31本塁打、115打点を記録。9月1日にメジャーへ昇格した。翌日のツインズ戦でメジャー初出場を果たす。デビュー戦の成績は4打数無安打に終わるが、翌日のヤンキース戦ではメジャー初安打に加えメジャー初本塁打も記録する。この日は4打数3安打、二塁打1・本塁打2・打点3・得点3であった。この年のメジャーでの出場は22試合、打率.170、2HR、5打点を記録。この年のマイナーリーグ・オブ・ザ・イヤーに選ばれている。
1994年にメジャーに定着し、安打数、二塁打、本塁打、打点など、ほとんどの打撃カテゴリーでア・リーグの新人中2位の成績をあげ、ア・リーグ新人王投票でも2位となる。
1995年にインディアンスの外野の定位置を確保（右翼）し137試合に出場。5月には打率.394、11本塁打、27打点、8二塁打の成績で初の月間MVPを獲得し、監督推薦による初のオールスターゲーム選出を果たした。8月4日のホワイトソックス戦では自身初の満塁本塁打を記録。最終的に打率.308、31HR、107打点でシルバースラッガー賞を初受賞。ちなみに、23歳以下で30本塁打・100打点を記録した選手は大リーグ史上25人目（チーム史上2人目）、アルバート・ベルと共に放った本塁打の合計81本はコンビ合計本塁打のチーム歴代新記録である。チームはワールドシリーズに進出し、ラミレスにとっても自身初のワールドシリーズで本塁打を記録したが、ブレーブスに2勝4敗で敗退し、優勝を逃した。インディアンスとは2000年までの4年の延長契約を結んでいる。
1996年はア・リーグトップタイとなる年間3本の満塁本塁打を記録。また、ア・リーグ最多となる19の外野補殺を記録。
1997年はチームが2年ぶりにワールドシリーズに進出し、7戦までもつれた接戦だったが、マイアミ・マーリンズ相手に敗退し、優勝を逃した。
1998年は前年から打率は下がったものの本塁打を量産し、監督推薦により2度目のオールスター出場を果たす。特にシーズン終盤の打撃は、9月15日のブルージェイズ戦に1試合3本塁打、翌日にかけて4打数連続アーチ、更に9月15日 - 19日の5試合で8本塁打を記録した。（5試合で8本塁打は1968年のフランク・ハワード以来史上2人目）。ア・リーグMVP投票では6位に食い込んだ。オフには日米野球のメンバーとして訪日し、特大の本塁打を放っている。
1999年は打撃が好調で本塁打と打点を量産、「シーズン200打点を記録するのでは」と話題になり、オールスターにも初めてファン投票で選出される。9月30日のブルージェイズ戦、それまで161打点を稼いでいたラミレスは3ランホーマーを放ち、1936年にハル・トロウスキーが記録したシーズン162打点のチーム記録を更新する。結局147試合に出場し、打点王となる165打点の成績を残す。160打点以上は1938年に大打者ジミー・フォックスが175打点を記録して以来61年ぶり、2年連続の130打点以上はインディアンス史上初であった。また、1試合あたり1.12打点は1931年のベーブ・ルース、1935年のハンク・グリーンバーグに並ぶ歴代10位タイ。打者の三冠部門においてすべてア・リーグ5位以内に入る活躍で、この年に設けられたハンク・アーロン賞、2度目のシルバースラッガー賞を受賞、MVP投票でも3位となる。
2000年4月9日のデビルレイズ戦で通算200号本塁打を放つも5月にメジャー昇格後、初めて故障者リストに入る。39試合ぶりの復帰からシーズン終了までに71試合で打率.371、25本塁打、75打点と活躍するが、彼の長期離脱はチームに大きく影響しインディアンスはポストシーズン進出を逃してしまう。自身は6月18日のアストロズ戦で通算1,000本安打、8月15日から9月5日まで自己最高となる20試合連続安打を記録。4度目となるオールスターにファン投票により選出されている。また、この年のオフにフリーエージェント(FA)となるラミレスの動向はシーズン前から注目されており、彼のシーズン最後の打席では地元ファンによる残留を求める熱烈な声援が送られた。彼はこの打席で特大の本塁打を放つが、結局これがインディアンスでの最後の打席となる。

### レッドソックス時代
FAの超目玉であるラミレスが示した希望額は8年1億6000万ドルという破格の金額であった。また、長くプレーしたいと思っていたラミレスは、将来的にDHになることを考えていたためア・リーグのチームを希望していた。これに対しヤンキースを始め複数の球団が獲得の意思を示したが、最終的には、ラミレス自身がプレーしたいインディアンスと、ラミレスの希望額の満額を唯一提示したレッドソックスに絞られた。インディアンスは球団の方針として、一人の選手に対してチームの合計サラリーの29%を超える年俸は支払わないことを決めていた為その範囲で支払える満額をオファーしていたが、ラミレスの希望額には及んでいなかった。結局、悩みぬいた末にラミレスはレッドソックスを選択、会見でレッドソックスのユニフォームに袖を通すと「ヤンキースが勝つのはもう見飽きた」とコメントし、打倒ヤンキースを誓う。このラミレスの契約はアレックス・ロドリゲスの10年2億5200万ドルに次ぐ大型契約であった。
2001年のオープン戦での成績は打率.138、本塁打は1本と不振だったが、レギュラーシーズンに入ると、開幕戦からヒットを放った。また、本拠地フェンウェイ・パーク初打席では、初球を打ち、3ランホームランとした。移籍後初のヤンキース戦では延長10回にマリアノ・リベラから2点タイムリーを放つなど、4月は打率.408、9HR、31打点の活躍で月間MVPを獲得する。優勝、個人タイトルは逃したものの、ノマー・ガルシアパーラら主力のケガ人が相次いだレッドソックス打線を引っ張り、MVP投票では9位にランクされた。また、シーズン前、伝統のレフトかDHかと話題になったポジションは、55試合でレフト、それ以外は主にDHであった。
2002年5月11日のマリナーズ戦で、3回に味方のヒットで二塁から一気にホームへ突入するが、ヘッドスライディングの際に手の指を骨折した。結局、故障者リスト入りしてしまうと39試合の欠場を余儀なくされ、復帰後も不調で打率を.310まで下げた。しかし夏場には本来の調子を取り戻し8月の月間打率は.373、とくに8月13日からシーズン最終戦までの44試合では打率.414を記録し、シーズン通算で打率.349を記録し初のア・リーグ首位打者を獲得する。更に119試合の出場にとどまりながらア・リーグ9位となる33本塁打、打点は107で5度目のシルバースラッガー賞を獲得し、MVP投票でも9位につけた。また、この年6度目のオールスター出場も果たしている（4年連続となるファン選出）。
2003年、打率は1厘差でア・リーグ2位、本塁打は7位で185安打も自己ベスト。5年連続6度目のシルバースラッガー賞を受賞、MVP投票でも6位につける。オールスターにも先発出場を果たした。この年、チームメイトのデビッド・オルティーズ、トロット・ニクソンとはそれぞれ9回ずつアベックアーチを記録しており、年間の回数ではチーム歴代5位タイである。シーズンオフ、球団にアレックス・ロドリゲスとのトレードの動きがあったが成立寸前に破談となった。
2004年は43本塁打で初のア・リーグ本塁打王となり、打率・打点・本塁打の打撃主要3部門全てを獲得した打者となる。30本塁打・100打点以上は7年連続（この7年では他にアレックス・ロドリゲスだけ）。満塁弾も2本放っており通算17本は歴代5位、当時の現役ではロビン・ベンチュラに次ぐ2位。7度目のシルバースラッガー賞受賞、MVP投票では3位、8度目のオールスターではロジャー・クレメンスから2ランアーチを放っている。また、同僚のオルティーズとは、ア・リーグでは1931年のベーブ・ルース、ルー・ゲーリッグのペア以来となる、共に3割・40本塁打・100打点を記録したペアとなり、大リーグ史上初の、共に40本塁打・40二塁打を記録したペアとなった。この年、アメリカ合衆国に帰化している。プレーオフでは全14試合に出場し60打数21安打、打率.350、2本塁打、11打点を記録。自身3度目となるワールドシリーズでは17打数7安打、打率.412、1本塁打、4打点と活躍。第3戦ではジム・エドモンズの飛球を捕るとすかさず本塁へダイレクト送球、見事にラリー・ウォーカーをしとめるファインプレーなどでチーム86年ぶりのワールドシリーズ優勝に大きく貢献し、ワールドシリーズMVPに選出されている。
2005年は 9度目のオールスター出場（5年連続ファン選抜）、8度目のシルバースラッガー賞受賞、MVP投票では4位につける。歴代8人目の8年連続30本塁打・ 100打点を達成。12.3打数に1本の本塁打率、3.8打数に1打点の打点率、外野補殺17は全てア・リーグ1位。グランドスラム3本はア・リーグトップタイ。通算満塁本塁打数を20に伸ばしゲーリッグの23本に次ぐ歴代2位としている。本塁打はア・リーグ3位、打点は2位の記録である。この2シーズン（2004年・2005年）のオルティーズとのコンビは強打を誇り、2年で打った合計の本塁打は共にメジャー最多の88本、打点はオルティーズがメジャートップで計287打点、2位がラミレスで274打点を記録。これらの数字は1930年から1931年にルースが49HR・153打点と46HR・163打点、ゲーリッグが41HR・174打点と46HR・184打点を記録して以来の数字である。ちなみに、2人共に2年連続40HRは球団史上初。また、05年だけでも、2人で計92HRは球団新記録、計292打点は1949年のテッド・ウィリアムズとヴァーン・ステフェンズが記録した318打点（159+159）に次ぐチーム歴代2位、共に40本塁打・140打点以上は1931年のルース、ゲーリッグ以来となるメジャー史上 74年ぶりの記録であった。その一方でラミレスはシーズン前半からトレードを要求し、球団側もニューヨーク・メッツやボルチモア・オリオールズなど数球団とトレード交渉を進めるが、破談に終わっている。また、第1回ワールド・ベースボール・クラシック(WBC)のドミニカ共和国代表に選出されていたが大会直前になって辞退した。
2006年は8年連続9度目のシルバースラッガー賞。開幕から16試合本塁打なしと出遅れたが、6月10日のレンジャーズ戦で、史上31人目となる通算450号本塁打を達成。7月1日のマーリンズ戦では通算2000本安打を本塁打で達成した。さらに8月3日のインディアンス戦では史上46人目となる1500打点を達成するなど、節目となる記録が相次いだ。また、7月15日から8月12日まで27試合連続安打を記録した。オールスターにファン投票で外野手1位の得票を集めて選出されるが、怪我のため辞退。8月中盤には打撃3部門いずれも5位までに入るなど安定感を見せていたが、右膝を痛めて休みがちとなり、チームのプレーオフ進出が困難となった8月終盤以降は数試合に出場するのみであった。

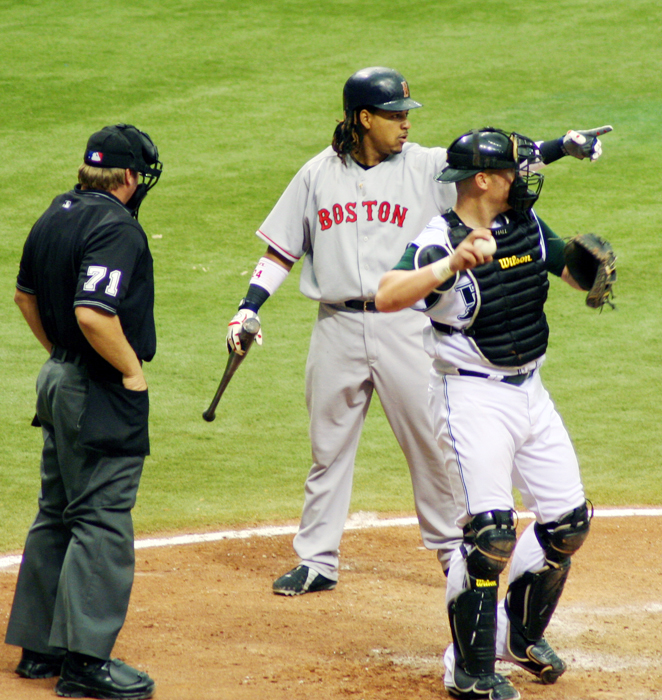
レッドソックス時代

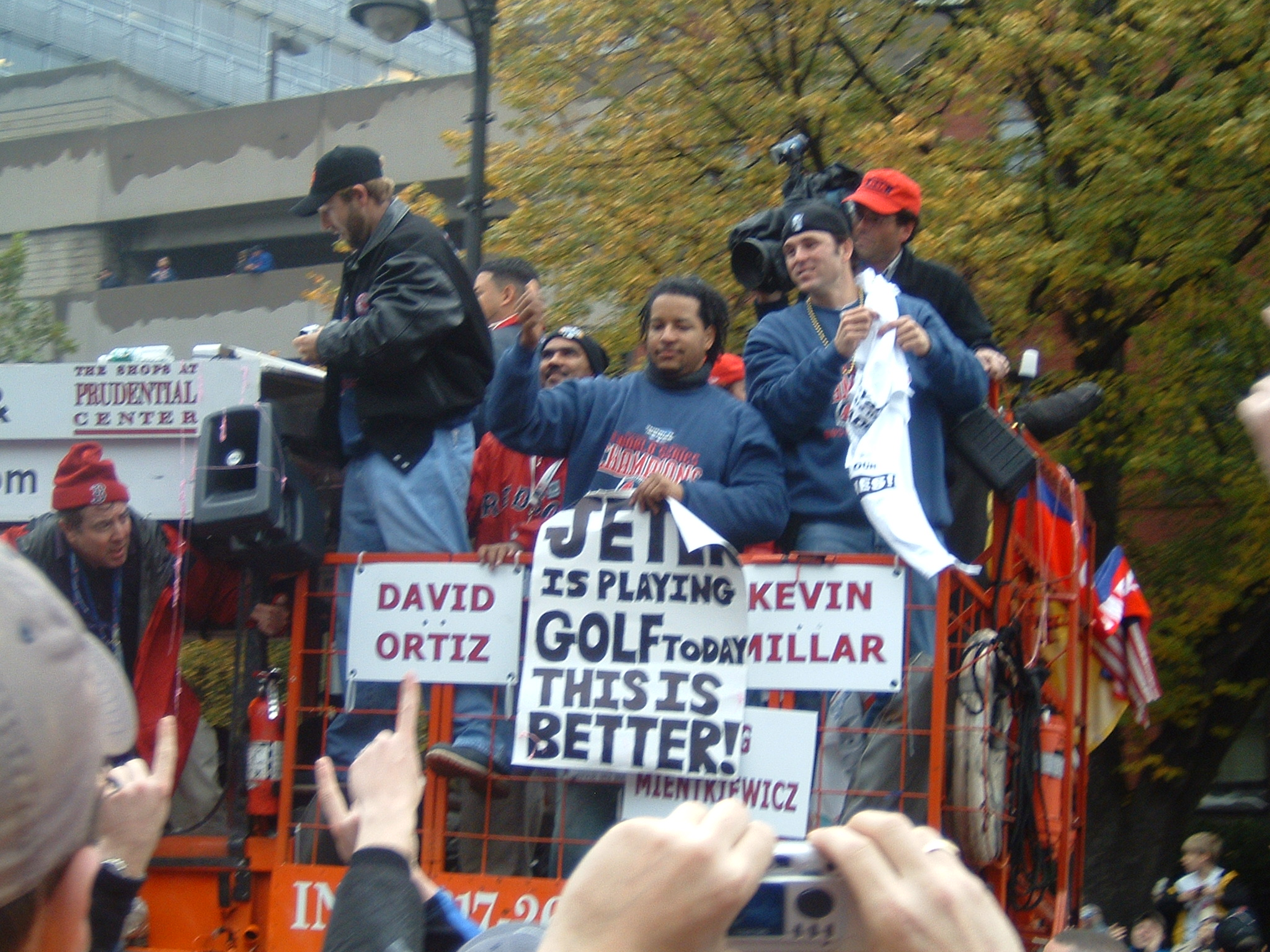
2004年の優勝パレードにて

前年に引き続き主に4番打者として出場したが、3番オルティーズが54本塁打、長打率.636という成績だったこと、また5番にそれほどの打者がいなかったことで、彼の打席はオルティーズの一発で走者がいないか、走者がいても一塁が空いていれば四球で歩かされることが多く、彼にしては打点数が伸びず、一方で出塁率はトラビス・ハフナーと並ぶメジャートップの.439、四死球も少ない出場試合数で自己最多の100に上った。オフにはやはりトレード騒動が持ち上がった。チームが松坂大輔取得にあたって要する多額の資金を、ラミレス放出で埋め合わせするのではないかとの憶測のもと、ドジャースやジャイアンツなど具体的な球団名とともに盛んに報道されたが、12月に入り、結局残留の方向で落ち着いた。
2007年シーズン当初不調に陥り、4月は.202、3本塁打、13打点であった。5、6月は持ち直し、ともに月間3割を超える打率を残したが、打点と本塁打は低調のまま推移。結局.284、11本塁打、45打点で前半戦を終えた。オールスターのファン投票では外野手4位となり、9年連続のファン投票選出はならなかったが、選手間投票により10年連続の選出。8月末からわき腹痛となり、残り試合の多くを欠場。前半の不振も祟って2006年まで9年連続で継続してきた30本塁打、100打点には届かなかった。

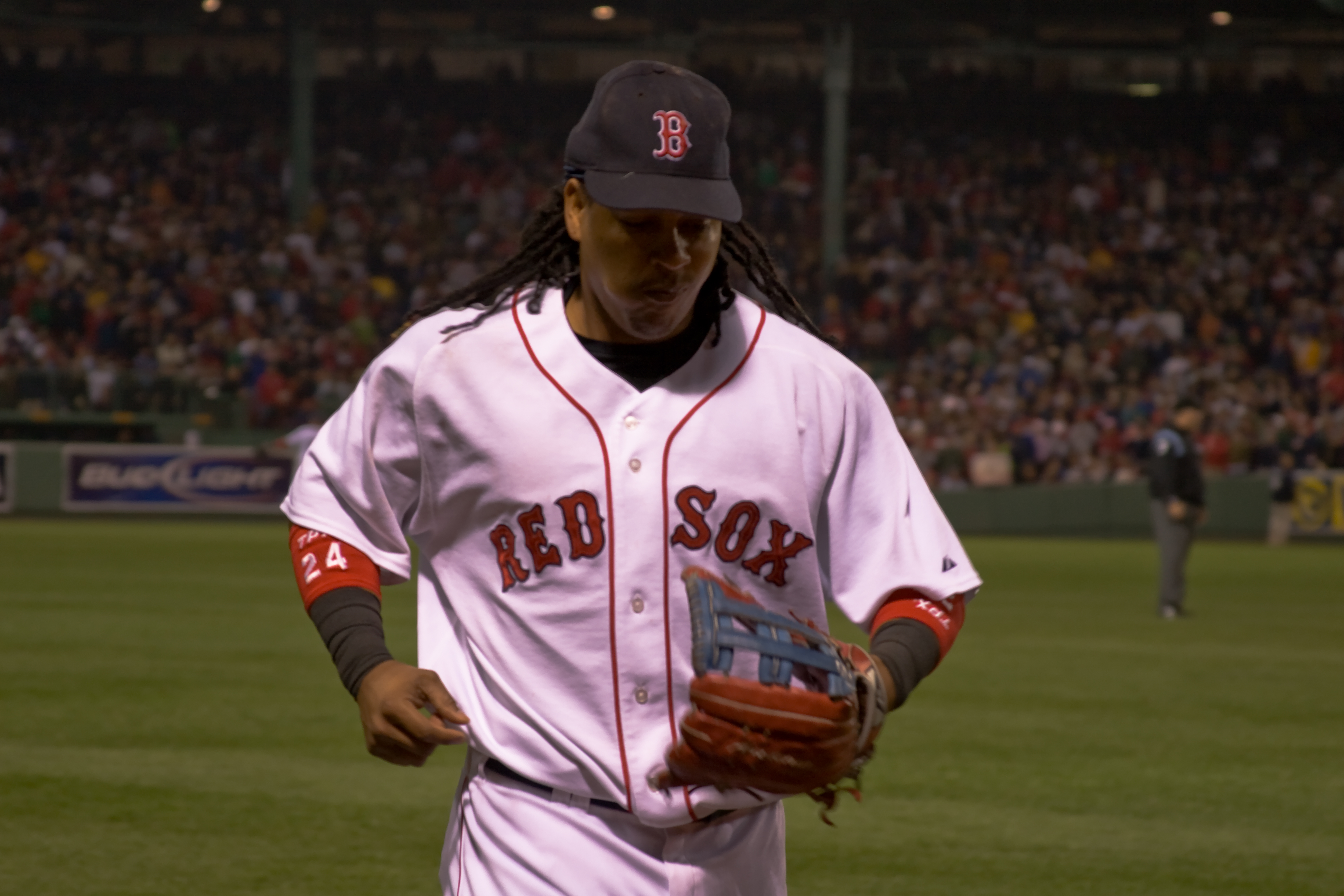
2007年

プレーオフではワールドシリーズ優勝までの全14試合に出場して46打数16安打、打率.348、16打点、4本塁打を記録。最終戦を除く全試合に出塁し、出塁率は.508であった。地区シリーズ第2戦で劇的なサヨナラ3ラン。古巣インディアンスを相手にしたリーグ優勝決定戦では、初戦でオルティーズとあわせて全10打席で出塁。ワールドシリーズ終盤はやや失速したが、3年ぶりのワールドシリーズ優勝に大きく貢献した。このシリーズでバーニー・ウィリアムスの持つ22本を超えて単独トップとなる24本塁打（最終的に29本まで伸ばし、ギネス世界記録に認定）、リーグ優勝決定戦第5戦までに記録した15試合連続安打（ピート・ローズと並ぶ歴代最多タイ）、1ポストシーズン最多の3押し出し四球など、多くのポストシーズン記録に名を連ねた。
2008年前半はまずまずの成績を残し、5月31日のオリオールズ戦では史上24人目となる500HRを放ったほか、オールスターにもファン投票で選出された。しかし6月5日のレイズ戦にはベンチでユーキリスと小競り合いを起こし、同月末にはチケットの手配を巡って球団職員に暴行したと報じられるなど（後に謝罪）トラブルが続いた。7月に入ると表立って球団批判を繰り返し、自らの放出を容認するなどヒートアップ、トレードは必至と見られ、マーリンズが有力な移籍先として報じられていた。

### ドジャース時代

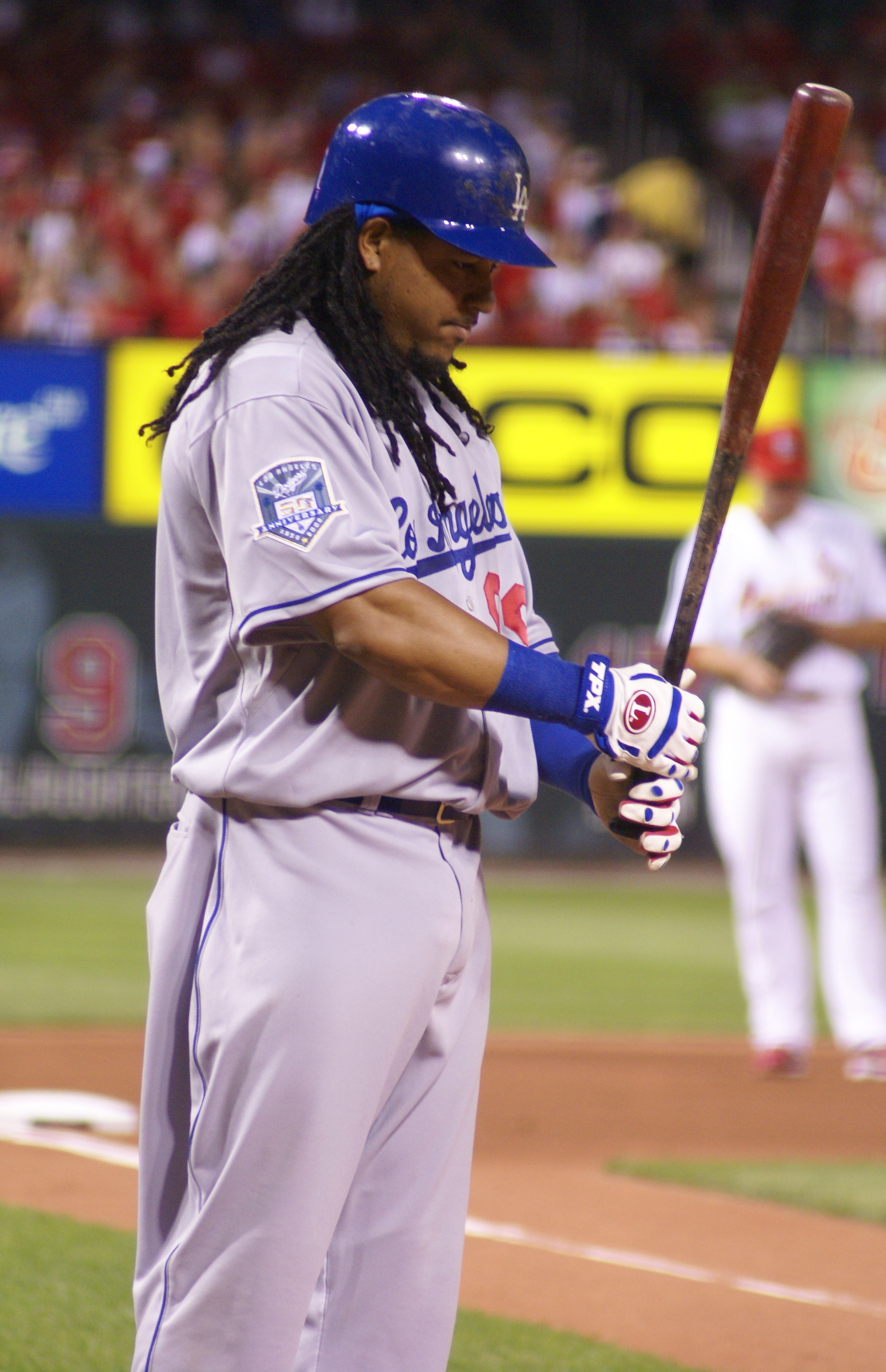
ドジャース時代

2008年7月31日にパイレーツを加えた三角トレードでドジャースへの電撃移籍が発表された。このトレードではレッドソックスはパイレーツからジェイソン・ベイを、パイレーツはレッドソックス、ドジャースから若手選手4人を獲得した。それまでつけていた背番号24はドジャースではウォルター・オルストンの永久欠番となっており、フェルナンド・バレンズエラ以降着用者がいなかった34で一度合意したが、最終的には99となった。またレッドソックス時代のトレードマークだったドレッドロックスは監督のジョー・トーリとの会談で切ることになった。
移籍後は53試合で打率.396本塁打17、打点では出場試合数と同じ53を記録、8月には月間MVPを獲得するなど、ドジャースの地区優勝に貢献した。プレーオフでも好調を維持し、リーグ優勝決定戦までの8試合で打率.520、4本塁打10打点、出塁率は.667。自身の持つポストシーズン最多本塁打を28本に更新、打点も現役選手最多となる74に伸ばした（歴代ではバーニー・ウィリアムスの80に次ぐ2位）。
シーズン終了後FAになったラミレスは代理人のスコット・ボラスと共に6年契約を要求したが、36歳の高齢や、金融危機が影響でラミレスとの高額契約に手を上げる球団は少なく、所属していたドジャースとの交渉が主だった。契約交渉は難航し、キャンプイン後も所属球団が決まらなかったが、ドジャースに2年4500万ドルで残留が決まった(2年目の契約にはラミレス側に選択権がある)。
2009年5月7日にはドーピング検査でアナボリックステロイドの副作用を消す禁止薬物のヒト絨毛性ゴナドトロピン（hCG）の陽性反応を示したとして50試合の出場停止処分を科された。同年7月30日にはニューヨーク・タイムズ紙によって、2003年のドーピング検査でもデビッド・オルティーズと共にステロイドに陽性反応を示していたと報じられた 。
2010年は、8月迄での打率.311、8本塁打、40打点だった。

### ホワイトソックス時代
2010年8月30日にウェーバー公示をえてシカゴ・ホワイトソックスへ移籍。打率.261本塁打1、打点2と低調な成績だった。

### レイズ時代
2011年は年俸200万ドルの1年契約でタンパベイ・レイズに移籍した。開幕直後の4月8日に現役引退を発表。その後、この年のスプリングトレーニング中に行われたドーピング検査で禁止薬物に陽性反応を示し、MLB機構から2度目の100試合出場停止処分を命じられていた事が発覚した。レイズ球団本部は「我々は驚き、そして失望している」とコメント。レイズの試合に出場したのは僅か5試合で、17打数1安打、打率.059、0本塁打、1打点。しかし、9月に処分を受け入れて現役復帰を目指す意向を示した。

### アスレチックス傘下時代
2012年2月20日にオークランド・アスレチックスとマイナー契約で合意した事が発表された。6月15日に契約を破棄するよう球団に申し出て退団した。

### 義大ライノズ時代

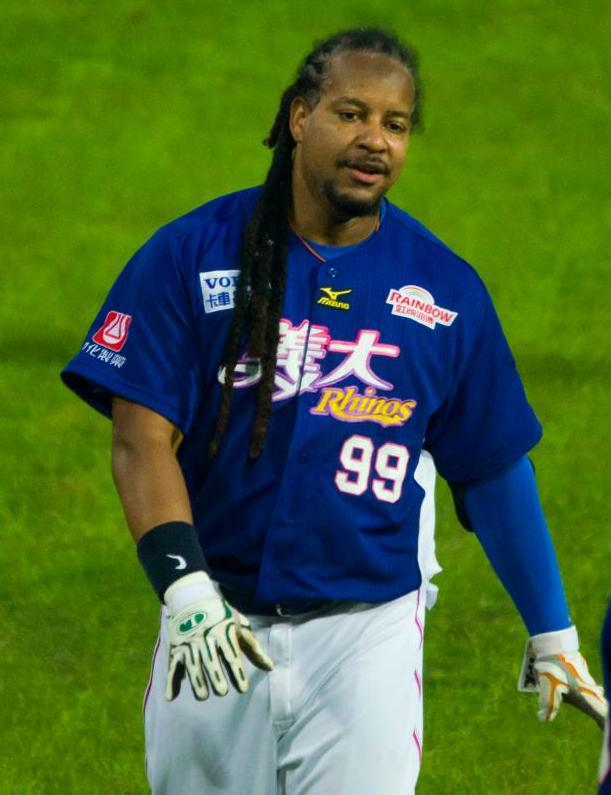
義大ライノズ時代
(2013年4月19日)

2013年2月に中華職業棒球大聯盟(CPBL)の義大ライノズとの契約に口頭で合意したと報じられたが、3月7日までMLBの球団と契約できなければ義大でプレーするという条件付きであった。12日、義大と推定年俸30万ドル(約2880万円)で正式契約を交わした。義大の主催試合を中心に、ラミレスの出場試合には大勢の観客が集まり、第3回WBC以降の台湾プロ野球の観客動員数増加に貢献したが、6月19日、家族と離れて長くプレーすることはできないとの理由で退団を表明した。

### レンジャース傘下時代
2013年7月3日にテキサス・レンジャーズとマイナー契約を結んだ。AAA級ラウンドロック・エクスプレスで30試合に出場したが、8月13日に球団が契約を解除したと発表した。

### カブス傘下時代
2014年5月25日にシカゴ・カブスとAAA級アイオワ・カブスの選手兼任コーチとして、マイナー契約を結んだ。選手としては主に指名打者や代打として24試合の出場で打率.222、3本塁打、OPS.648を残した。オフにはドミニカ共和国でのウィンターリーグに参加。

### カブス球団フロント時代
2015年2月24日に選手兼任コーチ契約から、新たにカブスの球団フロント契約となり、メジャー・マイナー両方の打撃指導に携わる打撃コンサルタントに就任した。球団フロント入りに際して選手として現場を離れるが、現役引退の表明はしていない。

### 高知ファイティングドッグス時代
2016年12月、日本の独立リーグである四国アイランドリーグplusの高知ファイティングドッグスへの入団を検討していると日本のスポーツ紙で報じられた。この報道に対して高知球団側はその時点ではラミレス側と直接の接触を取っている状態ではなく、具体的な話には至っていないとしていた。
年が明けた2017年1月9日、高知球団はラミレスとの入団交渉がまとまり契約が合意に至ったと発表した。背番号は99。高知球団オーナーの北古味鈴太郎によると、前年秋にアメリカで実施したトライアウトを契機に接触があり、その後の交渉では所属選手のザック・コルビーの援助があったという。
3月7日に成田空港経由で高知入りし、成田空港では周囲に人が集まって警備員が注意する一幕もあった。3月9日に高知市内で記者会見を開き、情熱がある限り野球を続けたい、NPB入りも視野に入れていると述べた。球団関係者から、登録名が「マニー」になること、4番・指名打者で起用する方針であることも明らかにされた。契約内容については球団側は当初非公表としていたが、4月20日になって契約期間が（NPBへの今季の移籍期限となる）7月31日までであること、リーグの公式戦に出場するのは前期日程が終了する5月までであることを明らかにした。球団では8月以降の契約については引き続き交渉中としていた。前期は18試合に出場、打率.460、3本塁打、20打点の成績を残した。前期最終戦後の会見では、高知と契約を更新するかどうかはアメリカへの帰国後に家族と相談して決めると述べた。7月7日、後期も高知でプレーすることが発表された。契約は9月末までで、チームがリーグ優勝してグランドチャンピオンシップに出場する場合は別途契約交渉をおこなうとされていた。しかし、後期途中の8月17日に「右膝の治療」を理由として帰国した。リーグは8月19日付でラミレスの選手登録を抹消（練習生に変更）した。その後ラミレス側から経過報告などが球団になされることがないまま、シーズン終了まで再来日せず、最終的な打撃成績は23試合に出場して打率.413、3本塁打、22打点であった。高知がリーグチャンピオンシップへの出場を逃してポストシーズンゲームはなくなったため、2017年の高知でのプレーは終了した。
シーズン終了後の10月の時点で高知球団社長の梶田宙は「今のところ交渉はしていない」とし、監督の駒田徳広も「まずは本人が現役を続けるかが先」と述べていた。リーグや球団から正式な退団告知はなされていないが、2018年3月29日に発表された同年シーズンの選手登録には含まれておらず、事実上高知を退団した形となっている。
後に報じられたところでは、高知在籍当時、寮での居住は免除されて高知市内の高級ホテルで暮らし、飲食店でも球団オーナーの計らいでつけ払いであったという。

### 高知退団後
2020年4月、MLB公式サイトはラミレスが台湾メディアの取材に対して、台湾プロ野球での現役復帰を希望したと報じた。
2020年8月、オーストラリアン・ベースボールリーグのシドニー・ブルーソックスと1年契約を結び、3年ぶりに現役復帰することになった。リーグは12月に開幕予定だったが、開幕当日に球団は「『医学的理由』によってプレーできない」と発表し、開幕時点での試合出場は不可能となった。その後、リーグが新型コロナウイルス感染症の影響でほとんど試合を開催できない中、2021年1月11日に、ブルーソックスはラミレスとの契約を解除したと発表した。

## 選手としての特徴

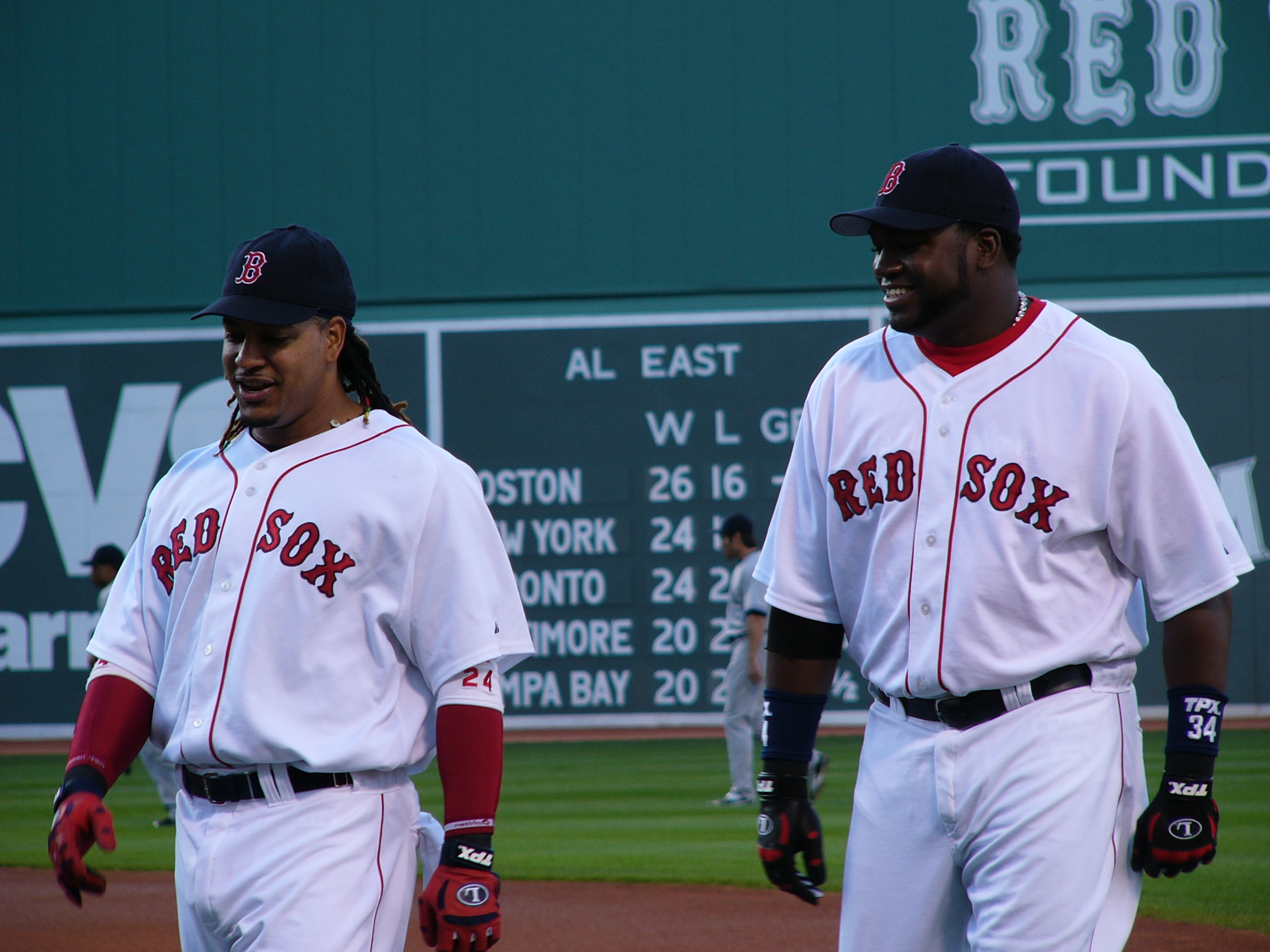
ラミレス(左)とオルティーズ(右)

### 打撃
MLB選手としては決して大柄ではないものの、広角に打球をスタンドに放り込む長打力を有する。MLB通算打率が3割超え、さらに555本塁打を放った実績を誇る、超一流の打撃能力の持ち主。レッドソックス時代はデビッド・オルティーズと共に驚異的なコンビとして活躍した。

### 守備・走塁
一方で守備や走塁に難があり、度々評論家から批判の的とされた。特に守備に関しては、肩は悪くないが打球の追い方と処理に問題があり、2006年シーズンについては、グリーン・モンスターの影響を加味したとしても、平均的な左翼手を置いた場合に比べ合計で13得点も損をしている。

## 人物
好人物と言われているが気まぐれな発言（「ボストンにいるとプライベートが無いよ！」等）や、あからさまにやる気のないプレー（レフトの定位置で観客と一緒になってウェーブに興じる等）を見せるなど気持ちの波が大きい。ラミレスの愛称の1つにManny being Mannyというものがあるが、和訳すると「マニーはマニー」という意味で、ラミレスの自由奔放なプレースタイルや振る舞いから来ている。これらが原因で、彼のトレードを巡る騒動はシーズン中のトレード期限間際やシーズンオフの風物詩となっていた。また、メジャーでも指折りの高給取りであったにもかかわらず、キャンプ中は自炊をしたりディスカウントショップで買い物をするなど金銭感覚は庶民的という一面も持ち合わせた。
ボストンの地元マスコミとの間で歪曲された報道が多かったということもあり、2005年から地元のマスコミに対して一切コメントしなくなったが、2007年10月6日のアメリカンリーグディビジョンシリーズ第2戦（対ロサンゼルス・エンゼルス・オブ・アナハイム戦）でサヨナラ3ランホームランを打ったときには、その沈黙を破りインタビューで喜びを爆発させた。その後も、リーグチャンピオンシリーズやワールドシリーズでもインタビューに答え、2008年以後もインタビューに応じている。
2008年には小児病院の運営資金を集めるチャリティに協力するため、所有していた1967年製のフォード・リンカーンをインターネットオークションで売却した。
無類のカーマニアでもある。レッドソックス時代はロッカーで松坂大輔と一緒に日本の車雑誌を読み、またアメリカでは『ゴジラカー』とも呼ばれ高く評価されているR35型GT-Rを2台保有し、さらにプライベートで日本を訪れチューニングショップに依頼して約2千万円をかけて改造している。

## 詳細情報

### 年度別打撃成績
| 年 度     | 球 団     | 試 合 | 打 席 | 打 数 | 得 点 | 安 打 | 二 塁 打 | 三 塁 打 | 本 塁 打 | 塁 打 | 打 点 | 盗 塁 | 盗 塁 死 | 犠 打 | 犠 飛 | 四 球 | 敬 遠 | 死 球 | 三 振 | 併 殺 打 | 打 率 | 出 塁 率 | 長 打 率 | O P S |
| --------- | --------- | ----- | ----- | ----- | ----- | ----- | -------- | -------- | -------- | ----- | ----- | ----- | -------- | ----- | ----- | ----- | ----- | ----- | ----- | -------- | ----- | -------- | -------- | ----- |
| 1993      | CLE       | 22    | 55    | 53    | 5     | 9     | 1        | 0        | 2        | 16    | 5     | 0     | 0        | 0     | 0     | 2     | 0     | 0     | 8     | 3        | .170  | .200     | .302     | .502  |
| 1994      | CLE       | 91    | 336   | 290   | 51    | 78    | 22       | 0        | 17       | 151   | 60    | 4     | 2        | 0     | 4     | 42    | 4     | 0     | 72    | 6        | .269  | .357     | .521     | .878  |
| 1995      | CLE       | 137   | 571   | 484   | 85    | 149   | 26       | 1        | 31       | 270   | 107   | 6     | 6        | 2     | 5     | 75    | 6     | 5     | 112   | 13       | .308  | .402     | .558     | .960  |
| 1996      | CLE       | 152   | 647   | 550   | 94    | 170   | 45       | 3        | 33       | 320   | 112   | 8     | 5        | 0     | 9     | 85    | 8     | 3     | 104   | 18       | .309  | .399     | .582     | .981  |
| 1997      | CLE       | 150   | 651   | 561   | 99    | 184   | 40       | 0        | 26       | 302   | 88    | 2     | 3        | 0     | 4     | 79    | 5     | 7     | 115   | 19       | .328  | .415     | .538     | .953  |
| 1998      | CLE       | 150   | 663   | 571   | 108   | 168   | 35       | 2        | 45       | 342   | 145   | 5     | 3        | 0     | 10    | 76    | 6     | 6     | 121   | 18       | .294  | .377     | .599     | .976  |
| 1999      | CLE       | 147   | 640   | 522   | 131   | 174   | 34       | 3        | 44       | 346   | 165   | 2     | 4        | 0     | 9     | 96    | 9     | 13    | 131   | 12       | .333  | .442     | .663     | 1.105 |
| 2000      | CLE       | 118   | 532   | 439   | 92    | 154   | 34       | 3        | 38       | 306   | 122   | 1     | 1        | 0     | 4     | 86    | 9     | 3     | 117   | 9        | .351  | .457     | .697     | 1.154 |
| 2001      | BOS       | 142   | 620   | 529   | 93    | 162   | 33       | 2        | 41       | 322   | 125   | 0     | 1        | 0     | 2     | 81    | 25    | 8     | 147   | 9        | .306  | .405     | .609     | 1.014 |
| 2002      | BOS       | 120   | 518   | 436   | 84    | 152   | 31       | 0        | 33       | 282   | 107   | 0     | 0        | 0     | 1     | 73    | 14    | 8     | 85    | 13       | .349  | .450     | .647     | 1.097 |
| 2003      | BOS       | 154   | 679   | 569   | 117   | 185   | 36       | 1        | 37       | 334   | 104   | 3     | 1        | 0     | 5     | 97    | 28    | 8     | 94    | 22       | .325  | .427     | .587     | 1.014 |
| 2004      | BOS       | 152   | 663   | 568   | 108   | 175   | 44       | 0        | 43       | 348   | 130   | 2     | 4        | 0     | 7     | 82    | 15    | 6     | 124   | 17       | .308  | .397     | .613     | 1.010 |
| 2005      | BOS       | 152   | 650   | 554   | 112   | 162   | 30       | 1        | 45       | 329   | 144   | 1     | 0        | 0     | 6     | 80    | 9     | 10    | 119   | 20       | .292  | .388     | .594     | .982  |
| 2006      | BOS       | 130   | 558   | 449   | 79    | 144   | 27       | 1        | 35       | 278   | 102   | 0     | 1        | 0     | 8     | 100   | 16    | 1     | 102   | 13       | .321  | .439     | .619     | 1.058 |
| 2007      | BOS       | 133   | 569   | 483   | 84    | 143   | 33       | 1        | 20       | 238   | 88    | 0     | 0        | 0     | 8     | 71    | 13    | 7     | 92    | 21       | .296  | .388     | .493     | .881  |
| 2008      | BOS       | 100   | 425   | 365   | 66    | 109   | 22       | 1        | 20       | 193   | 68    | 1     | 0        | 0     | 0     | 52    | 8     | 8     | 86    | 12       | .299  | .398     | .529     | .927  |
| 2008      | LAD       | 53    | 229   | 187   | 36    | 74    | 14       | 0        | 17       | 139   | 53    | 2     | 0        | 0     | 4     | 35    | 16    | 3     | 38    | 5        | .396  | .489     | .743     | 1.232 |
| '08計     | LAD       | 153   | 654   | 552   | 102   | 183   | 36       | 1        | 37       | 332   | 121   | 3     | 0        | 0     | 4     | 87    | 24    | 11    | 124   | 17       | .332  | .430     | .601     | 1.031 |
| 2009      | LAD       | 104   | 431   | 352   | 62    | 102   | 24       | 2        | 19       | 187   | 63    | 0     | 1        | 0     | 1     | 71    | 21    | 7     | 81    | 7        | .290  | .418     | .531     | .949  |
| 2010      | LAD       | 66    | 232   | 196   | 32    | 61    | 15       | 0        | 8        | 100   | 40    | 1     | 1        | 0     | 3     | 32    | 4     | 1     | 38    | 4        | .311  | .405     | .510     | .915  |
| 2010      | CWS       | 24    | 88    | 69    | 6     | 18    | 1        | 0        | 1        | 22    | 2     | 0     | 0        | 0     | 0     | 14    | 0     | 5     | 23    | 2        | .261  | .420     | .319     | .739  |
| '10計     | CWS       | 90    | 320   | 265   | 38    | 79    | 16       | 0        | 9        | 122   | 42    | 1     | 1        | 0     | 3     | 46    | 4     | 6     | 61    | 6        | .298  | .409     | .460     | .870  |
| 2011      | TB        | 5     | 17    | 17    | 0     | 1     | 0        | 0        | 0        | 1     | 1     | 0     | 0        | 0     | 0     | 0     | 0     | 0     | 4     | 0        | .059  | .059     | .059     | .118  |
| 2013      | 義大      | 49    | 206   | 182   | 24    | 64    | 13       | 0        | 8        | 101   | 43    | 0     | 0        | 0     | 1     | 21    | 0     | 2     | 21    | 9        | .352  | .422     | .555     | .977  |
| MLB：19年 | MLB：19年 | 2302  | 9774  | 8244  | 1544  | 2574  | 547      | 20       | 555      | 4826  | 1831  | 38    | 33       | 2     | 90    | 1329  | 216   | 109   | 1813  | 243      | .312  | .411     | .585     | .996  |
| CPBL：1年 | CPBL：1年 | 49    | 206   | 182   | 24    | 64    | 13       | 0        | 8        | 101   | 43    | 0     | 0        | 0     | 1     | 21    | 0     | 2     | 21    | 9        | .352  | .422     | .555     | .977  |

- 2016年度シーズン終了時
- 各年度の太字はリーグ最高

### 独立リーグでの打撃成績
| 年 度   | 球 団   | 試 合 | 打 席 | 打 数 | 得 点 | 安 打 | 二 塁 打 | 三 塁 打 | 本 塁 打 | 塁 打 | 打 点 | 盗 塁 | 犠 打 | 犠 飛 | 四 球 | 死 球 | 三 振 | 併 殺 打 | 失 策 | 打 率 | 出 塁 率 | 長 打 率 | O P S |
| ------- | ------- | ----- | ----- | ----- | ----- | ----- | -------- | -------- | -------- | ----- | ----- | ----- | ----- | ----- | ----- | ----- | ----- | -------- | ----- | ----- | -------- | -------- | ----- |
| 2017    | 高知    | 23    | 95    | 80    | 10    | 33    | 6        | 0        | 3        | 48    | 22    | 0     | 0     | 1     | 12    | 2     | 12    | 2        | 0     | .413  | .494     | .600     | 1.094 |
| IL：1年 | IL：1年 | 23    | 95    | 80    | 10    | 33    | 6        | 0        | 3        | 48    | 22    | 0     | 0     | 1     | 12    | 2     | 12    | 2        | 0     | .413  | .494     | .600     | 1.094 |

- [55]

### タイトル
- 首位打者 1回：2002年
- 本塁打王 1回：2004年
- 打点王 1回：1999年

### 表彰
- シルバースラッガー賞 9回：1995年、1999年 - 2006年　※外野手として8回はア・リーグ記録（2002年のみ指名打者として受賞）
- ハンク・アーロン賞 2回：1999年、2004年
- ワールドシリーズMVP 1回：2004年
- 月間MVP 5回：1995年5月、1999年4月、2001年4月、2002年9月、2008年8月
- 週間MVP 15回
- The Sporting News
  - All-Star Teams 7回：1995年、1999年、2001年、2002年、2004年、2005年、2006年
- ベースボール・アメリカ・マイナーリーグ年間最優秀選手賞 1回：1993年

### 記録
- 最高出塁率 3回：2002年、2003年、2006年
- 最高長打率 3回：1999年、2000年、2004年
- MLBオールスターゲーム選出 12回：1995年、1998年 - 2008年（そのうち1999年 - 2005年、2008年の8回は先発。2006年は外野手最多得票で選出されるも負傷により出場は辞退）
- 満塁本塁打数：21本（歴代3位。歴代1位はアレックス・ロドリゲスの25本）

### 背番号
- 24 （1993年 - 2008年、2011年、2020年 - ）
- 99 （2008年 - 2010年、2013年、2017年）